# Диплазиум сибирский
Дипла́зиум сиби́рский, или Диплазий сибирский (лат. Diplázium sibíricum) — папоротник; вид рода Диплазиум семейства Кочедыжниковые.

## Биологическое описание
Многолетний папоротник от 30 до 70 см высотой. Корневище ползучее.
Вайи одиночные, широкотреугольные, дважды или трижды перисто-рассечённые.
Сорусы продолговатые, прямые. Споры широкобобовидные, рассеянно-складчатые.

## Распространение и среда обитания
Распространён в Сибири, по всей России, скандинавских странах и Северной Азии.
Растёт в сырых темнохвойных и смешанных лесах, кедровых редколесьях, кустарниках, высокотравье, на скалах, осыпях, россыпях, до верхнегорного пояса.

## Хозяйственное значение и применение
Растение целиком в тибетской медицине используют при энтероколитах, дизентерии, нефрите, гриппе, как улучшающее обмен веществ и антигельминтное.
Водный и спиртовой экстракты листьев проявляют бактериостатическую активность.
Декоративное растение.

## Разновидности
- Diplazium sibiricum var. glabrum
- Diplazium sibiricum var. sibiricum

## Охранный статус
Занесён в Красные книги Владимирской, Вологодской областей, Восточной Фенноскандии, Ивановской области, Камчатского края, Костромской, Курганской, Ленинградской областей, республик Марий Эл и Мордовии, Мурманской, Нижегородской, Новгородской, Пензенской, Рязанской, Самарской областей, Республики Татарстан, Тверской и Ульяновской областей, Чувашской республики.